# Zagor (Zlatna serija)
Zagor je u Zlatnoj seriji počeo da izlazi 1968. godine. Zagor je u bivšoj Jugoslaviji počeo da izlazi 1968. godine. Najpre u Zlatnoj seriji, ali veoma retko. (Godine 1969. i 1971. izašla je samo po jedna epizoda.) Paralelno je počeo da se češće objavljuje u Lunov magnus stripu u periodu 1969-1974. U Zlatnu seriju se ponovo vraća 1975. sa epizodom #247 Gvozdena pesnica.
Posle #83, koji je izašao 1971. godine, napravljena je duža pauza. Od tada, Zagor izlazi redovno do ukidanja Zlatne serije. Zagor nastavlja da izlazi i u obnovljenoj Zlatnoj seriji 2018. godine u izdanju Veselog četvrtka.
Zagor je verovatno bio najpopularniji junak Zlatne serije. Izlazio je do kraja serijala, smenjujući se sa Teks Vilerom, Komandant Markom, a kasnije i Kapetanom Mikijem. Izlazilo je oko 16 epizoda Zagora godišnje. Zlatna serija je ugašena 1993. godine. Poslednji epizoda Zagora bila je #1103 Kapetanova tajna. Zagor je ponovo počeo da izlazi u Srbiji tek 2008. godine u nekoliko edicija. Zlatna serija obnovljena je 2018. godine.

## Spisak objavljenih epizoda u Zlatnoj seriji

### 1968
13. Nasilje u Darkvudu
17. Klark Siti

### 1969
21. Kuća užasa
26. Ubica iz mraka
28. Vrata straha (sporedni) (P-LMS/78)
30. Specijalna misija
32. Mrtva priroda (sporedni) 
39. Tajna jezera Iri
53. Bomba profesora Veribada

### 1971
83. Otrovni totem

### 1975
247. Gvozdena pesnica
248. Smrtonosna Tumaka
251. Zlatna kapija
252. Metalna zvezda
255. Sultanova ruka
256. Crni čelik
259. Snežni sokolovi
260. Beli ris
263. Sablasna noć
264. Skrovište šakala
269. Neočekivana poseta
270. Idol Vijadonta
274. Čelična kuca
275. Bela maska
279. Zagorova odiseja
280. Opasne vode
284. Sloboda ili smrt
285. Do poslednjeg daha

### 1976
290. Oluja nad Haitijem
291. Otkrivena obmana
296. Tajanstveno krstarenje
297. Na dnu okeana
298. Zlato Inka
299. Kapetan zmija
304. Karneval
305. Zakon viteštva
306. Zaverenici
311. Indijanski cirkus
312. Džimi gitara
317. Bratić Simon
318. Sura stena
323. Povratak u Darkvud
324. Osinje gnezdo
325. Bleštavi trag
330. Crna močvara
331. Podvodno čudovište
336. Zimska zmija
337. Poruke smrti
338. Marš očajnika

### 1977
340. Preživeli
341. Poslednja žrtva
346. Stižu samuraji
347. Sekira i sablja
352. Gnev Osaga
353. Trenuci zebnje
354. Dan presude
359. Avanturista
360. Izazov
361. Sedma runda
366. Došljaci sa Aljaske
367. Zagorov ponos
368. Kraj tiranina
374. Vanatina zamka
375. Poklič Sauka
381. Meklaudov karavan
382. Kandraksova mumija
383. Kobna noć

### 1978
389. Lov iznenađenja
390. Beli tigar
396. Tajanstveni jahač
397. Plavokosa opasnost
404. Tropska šuma
405. Osvetnik Masaja
412. Mađioničar Saliven
413. Zagorova pravda
418. Ulovljeni lovac
419. Zelena opasnost
424. Vatreno iskušenje
425. Neravna borba
430. Zagonetna formula
431. Blindirana soba
436. Ostrvo magle
437. Tajna gejzira

### 1979
442. Zagor-Te-Nej
443. Odred straha
448. Operacija veliki skok
449. Zatočeni Zagor
454. Močvara MO-HI-LA (P-LMS/29)
455. Ciko i rubini (P-LMS/29+ZS/83)
460. Čovek koji leti (P-LMS/39)
461. Pirati sa Misurija (P-LMS/39)
464. Naivčine iz Elkinsa
465. Požar u Norfolku
466. Zlatni pečat
467. Zagor protiv Vonga
474. Ratnik Foksa (P-LMS/40)
475. Zagor protiv Zagora (P-LMS/42)
481. Ciko u nevolji (P-LMS/43)
482. Slomljeno koplje
483. Uzavreli grad
490. Vodopad belog konja

### 1980
491. Bledoliki odmetnici
498. Tvrđava na moru
499. Eksploziv A-Z119
506. Sedmorica neustrašivih
507. Izvidnica straha
508. Obračun kod Big Beja
514. Lavlje srce
515. Tajni eksperimenti
516. Nevidljivi čovek
520. Cikovo detinjstvo (ITA-ci1)
521. Cikove avanture (ITA-ci1)
527. Carstvo crne Jaske
528. Demoni iz šume
535. Uragan nad močvarom (P-ZS/39) + epizoda neponovljena
536. Železno čudovište (P-ZS/39)+neponovljen deo
542. Beli jelen Irokeza (P-LMS/80)

### 1981
543. Zelena provalija (P-LMS/81)
550. Kobna avantura
551. Džinovski Kraken
552. Poslednji viking
560. Ciko pecaroš
561. Demoni u reci
562. Smrtonosne ribe
568. Put u nepoznato
569. Sijera Blanka
576. Džimi Gitara se vraća
577. Crvena orhideja
583. Ikarovo pero
584. Smrtonosni zrak
586. Svemirska braca
587. Teror šeste planete
588. Svemirska tamnica

### 1982
595. Zagor izazivač
596. Meč stoleća
603. Senka smrti
604. Noć užasa
611. Zagor protiv Barona
612. Noć demona
613. Raskrinkani vampir
620. Pećina čudovišta
621. Klopka za Zagora
622. Vatreno oko
629. Ludi Hakaram
630. Otrovna strela
631. Zagorov trik

### 1983
639. Plamena lobanja
640. Na krilima noći
641. Horde zla
648. Usijana stena
649. Čovek munja
655. Vuk samotnjak
656. Pobeda Vuka samotnjaka
664. Demonska maska
665. Slomljeno koplje
666. Bledoliki otpadnik
672. Velika protuva
673. Kobna mreža

### 1984
680.  Crna kula
681.  Velika urota
682.  U kandžama zla
683.  Na ivici ponora
684.  Kuća fantoma
694.  Paklena jazbina
695.  Troglava aždaja
696.  Pećinski ljudi
703.  Tvrdokrilac
704.  Jednooki Džek
705.  Obračun
714.  Ubica iz Darkvuda
715.  Senka sumnje
716.  Lov na Zagora
724.  Rendal mutant

### 1985
725.  Velika pljačka
726.  Zlatna udica
734.  Timber Bil
735.  Zagorova zamka
739.  Utvara u noći
740.  Veliki čarobnjak
744.  Prognani iz Darkvuda
745.  Ratnici Manomeji
746.  Glasnik Manitua
747.  Neranjivi
752.  Povratak Supermajka
753.  Sablasni voz
760.  Provala
761.  Lanac saučesnika
763.  Gavranova pera
764.  Nevidljivi osvetnik
769.  Opklada za strah
770.  Brodolom na Misuriju
772.  Žrtva Ki-noah
773.  Očajnički krik
775.  Srebrni vodopad
776.  Žig srama

### 1986
782.  Pećina mumija
783.  Dvojnik
786.  Gvozdena stupica
787.  Pakao na granici
788.  Veribedovo oružje
791.  Rečna patrola
793.  Paklene naprave
796.  Put straha
797.  Nepoznati svet
798.  Ukleta zemlja
804.  Bubnjevi smrti
805.  Kameni pakao
809.  Zagorov zakon
810.  Ratni poklič
814.  Vrač Vabaši
815.  Tajna mlina
821.  Sovina litica
822.  Beli poglavica
828.  Magične oči
829.  Moćni Kandraks
830.  Sablasti iz tvrđave

### 1987
836.  Paklena sprava
837.  Mrtvački ples
838.  Alhemičareve žrtve
844.  Pleme Sauka
845.  Zaseda za Zagora
852.  Vatrena voda
853.  Ratnik Pekot
854.  Konačni obračun
859.  Turnir u Darkvudu
860.  Lažni markiz
866.  Tajna na mapi
867.  Koliba smrti
873.  Neumoljivi Zagor
874.  Dani straha
881.  Gospodar vremena
882.  Kameni ubica

### 1988
888.  Mračna slutnja
889.  Smrtonosna potraga
890.  Hagotova moć
893.  Pljačkaši Đavolje doline
894.  Crni mesec
895.  Ljudi iz ambisa
902.  Voz smrti
903.  Osveta Crne ruke
908.  Lovci na blago
909.  Zmajevo grotlo
910.  Vatreni bikovi
917.  Jeti
918.  Tajna sedam moći
925.  Lov na čoveka
926.  Klanac bele smrti
932.  Sloboda ili smrt
933.  Taoci
934.  Do poslednjeg daha

### 1989
941.  Demoni ludila
942.  Invazija Akronjana
944.  Na granici stvarnog
945.  Helingenov povratak
946.  Divovi dobra i zla
952.  U šakama robijaša
953.  Lovci na ucene
960.  Zver iz Valoka
961.  Tonkino prokletstvo
962.  Hogalova magija
967.  Indijanski cirkus (repriza)
972.  Oteti dečak
973.  Ugašarov ultimatum
974.  Odložena osveta
981.  Obeležena žrtva
982.  Pleme drvenih lica
987.  Gvozdena pesnica (repriza)
988.  Smrtonosna tumaka (repriza)
994.  Sveti breg

### 1990
995.  Zakon predaka
996.  Hiljadu lica straha
1001.  Snežni sokolovi (repriza)
1002.  Beli Ris (repriza)
1006.  Zeleno blato
1007.  Ljudi-žabe
1010.  Opsada tvrđave Iri
1011.  Pećina vetrova
1012.  Put osvete
1018.  Banda Staklenog oka
1019.  Između dve vatre
1025.  Prorokov sin
1026.  Spasilac Onondaga
1032.  Mrtvačka glava
1033.  Pobuna
1040.  Divlje staze
1041.  Graničari
1047.  Svadbeni nakit
1048.  Časovi očaja

### 1991-1993
1054.  Slepilo
1055.  Zagor na nišanu
1064.  Zlokobno predskazanje
1065.  Potop u Darkvudu
1066.  Dijablarova sudbina
1071.  Čiko zavodnik
1072.  Sindrom Belzebul
1073.  Protivotrov
1085.  Pretnja nad Blek Riverom
1086.  Povlačenje
1087.  Fatalna žena
1093.  Vuk Kaplan
1099.  Rečna avet
1100.  Plava kraljica
1101.  Kapetanova tajna